# Intel 2700G
Der Intel 2700G (Marathon) ist ein Grafik-Koprozessor für den XScale PXA27x mit geringem Energieverbrauch (max. 50 mW). Er basiert auf dem PowerVR MBX Lite (dem Nachfolger der Grafiktechnologie, die in der Sega Dreamcast verwendet wurde) und der MVED1 (Video) Technologie.

## Varianten
Es gibt drei Varianten des Koprozessors: den 2700G3, 2700G5 und 2700G7.

### 2700G3
Der 2700G3 ist die preiswerte Variante des Koprozessors. Er besitzt 384 kB Speicher direkt auf dem Chip (on-die) und ist damit geeignet, ein HVGA-Display (320×480) zu betreiben.

### 2700G5
Der 2700G5 ist die hochwertige Variante des Koprozessors. Er besitzt 704 kB Speicher direkt auf dem Chip (on-die) und ist damit geeignet, ein VGA-Display (640×480) zu betreiben sowie MPEG-4-Videos zu dekodieren.

### 2700G7
Der 2700G7 ist baugleich mit dem 2700G5, verfügt jedoch über 16 MB Speicher mit 100 MHz Taktfrequenz und einen 32-Bit-Bus mit einer theoretischen Bandbreite von maximal 400 MB/s.

## Funktionen
Alle Varianten haben einen 32-Bit-Kern in BGA-Gehäuseform, der mit 75 MHz getaktet ist.

### Beschleunigtes Dual Display
Der 2700G hat einen eigenen LCD-Controller und zwei LCD-Ausgänge. Dadurch ist es möglich, den XScale-Prozessor und das Display (das an den 2700G angebunden ist) gleichzeitig zu betreiben. Der 2700G kann ein externes Display mit maximal 1024×768 (32-Bit-Farben) oder 1280×1024 (16-Bit-Farben) betreiben.

### 2D-Grafikbeschleunigung
Der 2D-Beschleuniger unterstützt Clipping, Alpha Blending and Antialiasing. Er verfügt außerdem über Blitting-Funktionen (BitBLT, StretchBLT und CSCBLT). Er hat eine Füllrate von maximal 84 Millionen Pixeln pro Sekunde.

### 3D-Grafikbeschleunigung
Der 2700G besitzt eine komplett Hardware-basierte Grafikpipeline und ist mit dem OpenGL ES-1.0-Standard kompatibel, wobei er das Common-Lite-Profil implementiert. Es bietet unter anderem Texturkomprimierung, anisotropes Filtern und Vertex-basierten Nebel. Der 3D-Beschleuniger kann etwa 831.000 Dreiecke pro Sekunde verarbeiten.

### Videobeschleunigung
Der 2700G unterstützt Inverse Zig-Zag, Inverse Diskrete Kosinustransformation, und Motion Compensation, um bei MPEG-1, MPEG-2, MPEG-4 und WMV die Videokodierung zu beschleunigen. Er kann MPEG-1, 2 und WMV bei 720×480 (DVD-Auflösung) sowie MPEG-4 bei 640×480 dekodieren, beide mit über 30 Bildern pro Sekunde.

## Geräte
Der 2700G war derzeit im Dell Axim X50v sowie X51v, Gigabyte g-smart t600, Pepper Pad 2 und dem Palm Foleo vertreten.